# Семерной, Виктор Петрович
Ви́ктор Петро́вич Семерно́й (29 апреля 1939, Злынка Брянской области) — доктор биологических наук, профессор кафедры экологии и зоологии факультета биологии и экологии Ярославского государственного университета, ведущий специалист по олигохетам озера Байкал.

## Биография
Занимался в аэроклубе, поступил в военное лётное училище, но по состоянию здоровья после второго курса был признан негодным к службе. В 1966 году окончил биологический факультет Казанский государственный университет.
После учёбы работал в Лимнологическом институте СО АН СССР. В 1973 году защитил кандидатскую диссертация на тему «Малощетинковые черви (Oligochaeta) озёр Забайкалья: (Фаунистико-экологический обзор)». С 1974 года сотрудник факультета биологии и экологии Ярославского государственного университета. С 1988 по 2004 год заведовал кафедрой зоологии и цитологии. Степень доктора биологических наук присвоена в 2004 году после защиты диссертации на тему «Олигохеты (Annelida: Clitellata, Oligochaeta) озера Байкал (морфологические, экологические, фаунистические и исторические аспекты исследования)».
Исследования посвящены выявлению состава и распределения олигохет Байкала и зообентоса озёр и рек бассейна Верхней Волги. Изучена морфологическая изменчивость эндемичных видов олигохет Байкала. Автор 150 научных публикаций. Руководил подготовкой одной докторской и трёх кандидатских диссертаций. Описал более 70 видов кольчатых червей, в том числе Tubipenifer Semernoy, 1982 Wsewolodus Semernoy, 2004, Hrabeus Semernoy, 2004.

## Публикации
- Гаврилов Г. Б., Семерной В. П. Малощетинковые черви (Oligochaeta) // Атлас беспозвоночных Аральского моря. — М.: Пищевая промышленность, 1974. — С. 101—110. — 274 с.
- Семерной В. П. Олигохеты озера Байкал. — Новосибирск: Наука СО РАН, 2004. — 528 с. — 500 экз. — ISBN 5-02-031736-5.
- Семерной В. П., Матафонов П.В. Малощетинковые черви (Annelida: Oligochaeta) и эолосоматиды (Annelida: Aeolosomatidae) // Аннотированный список фауны озера Байкал и его водосборного бассейна: в 2-х томах. Т. 1. — Новосибирск: Наука, 2009. — С. 377—427. — 980 с. — ISBN 978-5-02-031945-5.
- Семерной В.П. Состав и пространственное распределение олигохет (Oligochaetа) в Чивыркуйском заливе оз. Байкал // Сибирский экологический журнал. — 2003. — Т. 10, № 3. — С. 299—304. — ISSN 0869-8619.
- Фомичева Е.М., Семерной В.П. Видовой состав и выживаемость водных беспозвоночных малой реки в условиях пересыхания и промерзания грунта // Биология внутренних вод. — 2015. — № 1. — С. 53. — ISSN 0320-9652.
- Семерной В.П. Динамика олигохетного населения в зоне временного затопления рыбинского водохранилища в зависимости от уровня воды // Биология внутренних вод. Информационный бюллетень. — 1978. — № 21. — С. 36.